# 생생활활
"생생활활"은 2013년에 개봉한 대한민국의 영화이다.

## 캐스팅
- 오인혜 : 인휘 / 치료사 / 요코 / 식당아줌마 / 박카스여인 역
- 조경주 : 춤꾼 /채팅여자 /패티쉬운영자 /여동생 역
- 오광록 : 조물주 역
- 김상민 : 빌 역
- 이덕화 : 철학자 역
- 임백천 : 화가 역
- 조선묵 : 경제학 교수 역
- 배장수 : 철학 교수 역
- 정재진 : 의사 역
- 고인배 : 밀러 역
- 이무생 : 강간범 역
- 이용도 : 맞선남 / 팀장 역
- 공호석 : 노인 1 역
- 민경진 : 노인 2 역
- 노진우 : 중년남자 역
- 전수환 : 꽃무늬팬티 남 역